# Osiedle Wichrowe Wzgórze (Poznań)

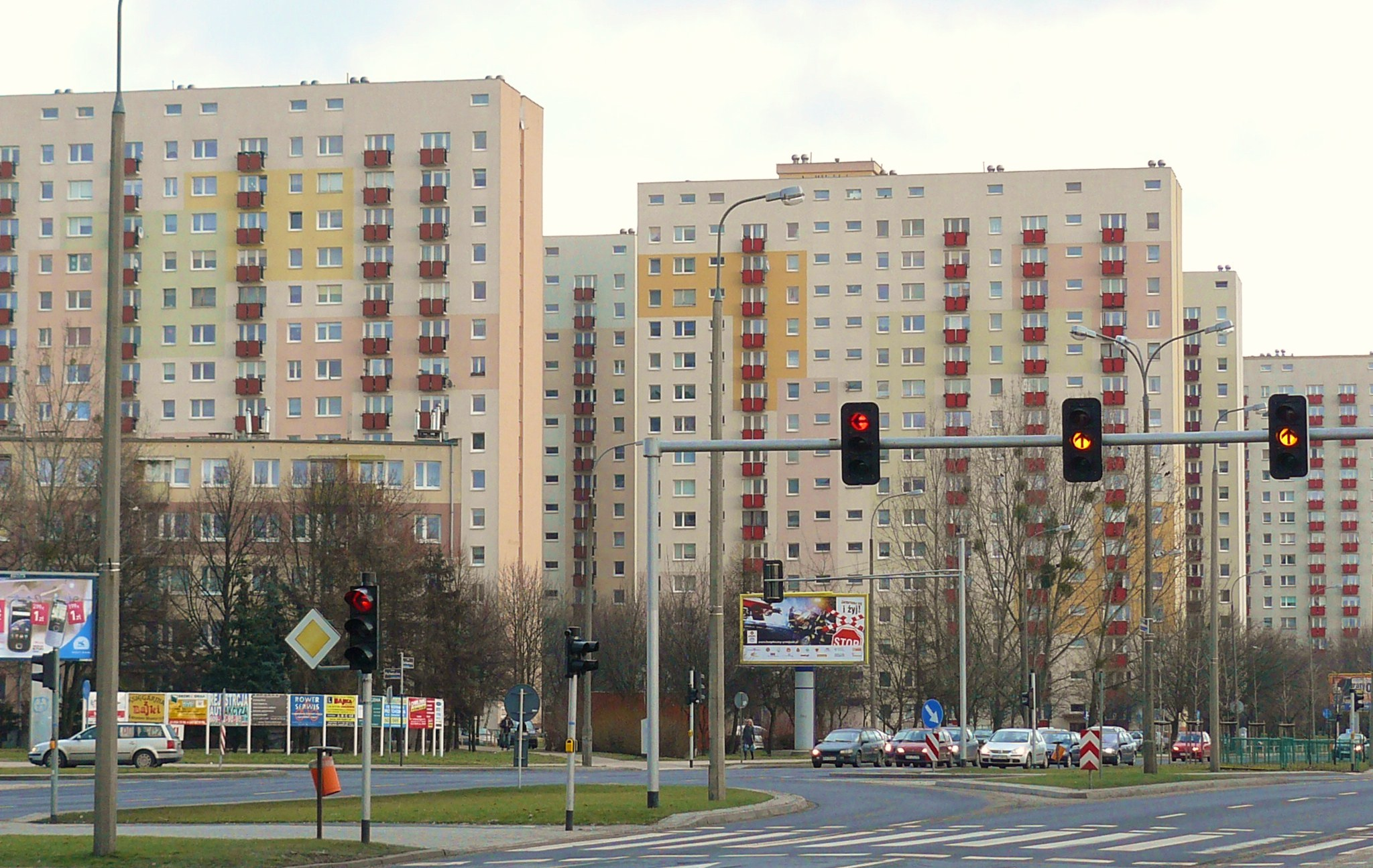
Widok od strony południowo-zachodniej (al. Solidarności)

Osiedle Wichrowe Wzgórze (dawniej Kraju Rad) – osiedle mieszkaniowe w Poznaniu, a jednocześnie jednostka obszarowa na obszarze Systemu Informacji Miejskiej (SIM), należąca do większej jednostki obszarowej Winogrady, położona na terenie jednostki pomocniczej Osiedle Nowe Winogrady Północ.  
Sąsiaduje z osiedlami: Przyjaźni, Zwycięstwa, Kosmonautów. Na osiedlu znajduje się 15 budynków 16-kondygnacyjnych oraz 20 budynków 5-kondygnacyjnych. Numeracja bloków zaczyna się od numeru 2, brakuje bloku nr 1.

## Historia
Osiedle wybudowano w latach 1978-1981 (Kombinat Budowlany Poznań-Północ) według projektu Jerzego Buszkiewicza.
Obszar osiedla do 1990 r. należał do dzielnicy administracyjnej Stare Miasto. 
W 2000 r. utworzono jednostkę pomocniczą miasta Osiedle Wichrowe Wzgórze, tożsamą pod względem obszaru z granicami osiedla. Z dniem 1 stycznia 2011 r. jednostkę Osiedle Wichrowe Wzgórze połączono z jednostką Osiedle Zwycięstwa w jedno Osiedle Nowe Winogrady Północ.

## Ulice
Granice osiedla wyznaczają następujące ulice:
- ul. Murawa
- al. Solidarności
- ul. Połabska
- ul. Lechicka - odcinek drogi krajowej nr 92

Przez osiedle przebiegają ulice:
- ul. Armeńska
- ul. Białoruska
- ul. Estońska
- ul. Gruzińska
- ul. Łotewska

## Szkoły
- Prywatne Liceum dla Dorosłych,
- Prywatne Liceum Ogólnokształcące KOSSAKA,
- Szkoła Podstawowa Nr 11 im. Generała Dezyderego Chłapowskiego (nazwę nadano 27 marca 1985 w obecności prawnuka generała – również Dezyderego[5]),
- Społeczna Szkoła Podstawowa nr 2 im. hr. Edwarda Raczyńskiego[6],
- XX Liceum Ogólnokształcące im. Konstantego Ildefonsa Gałczyńskiego[7].

## Kultura
Na terenie osiedla funkcjonuje Osiedlowy Dom Kultury "Bajka". W 2020 na bloku nr 3 odsłonięto mural zatytułowany Strajk w Stoczni Gdańskiej 1980.

## Kościół

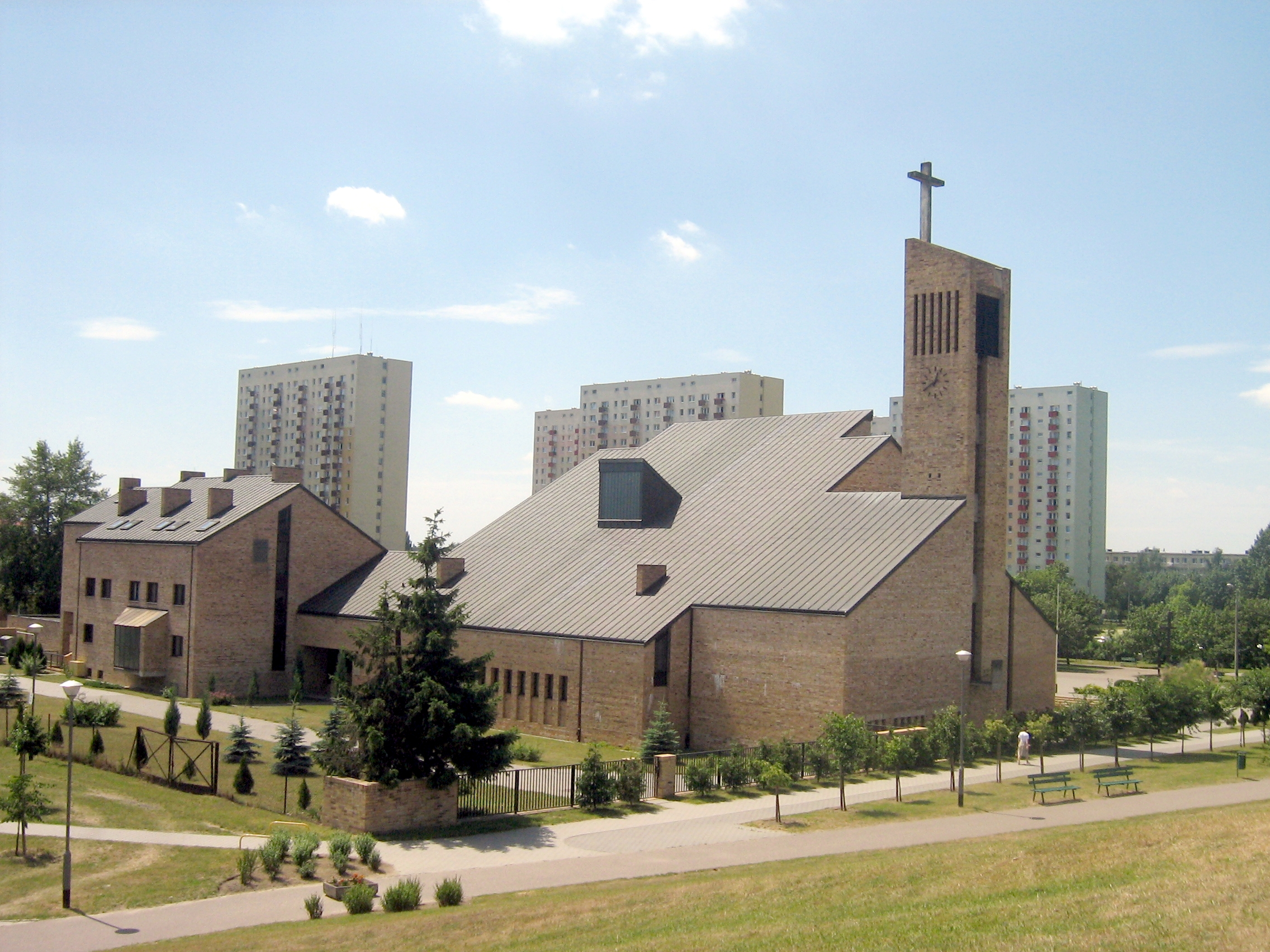
Kościół Wniebowstąpienia Pańskiego na osiedlu (2007)

Na terenie osiedla znajduje się parafialna świątynia rzymskokatolicka: kościół Wniebowstąpienia Pańskiego, którego proboszczem jest ks. Adam Skrzypczak, początkowo ks. kan. Jan Szczepaniak i ks. Czesław Liczbański.   
Budowę ukończono w 1993, do tego czasu funkcję kościoła pełnił barak.

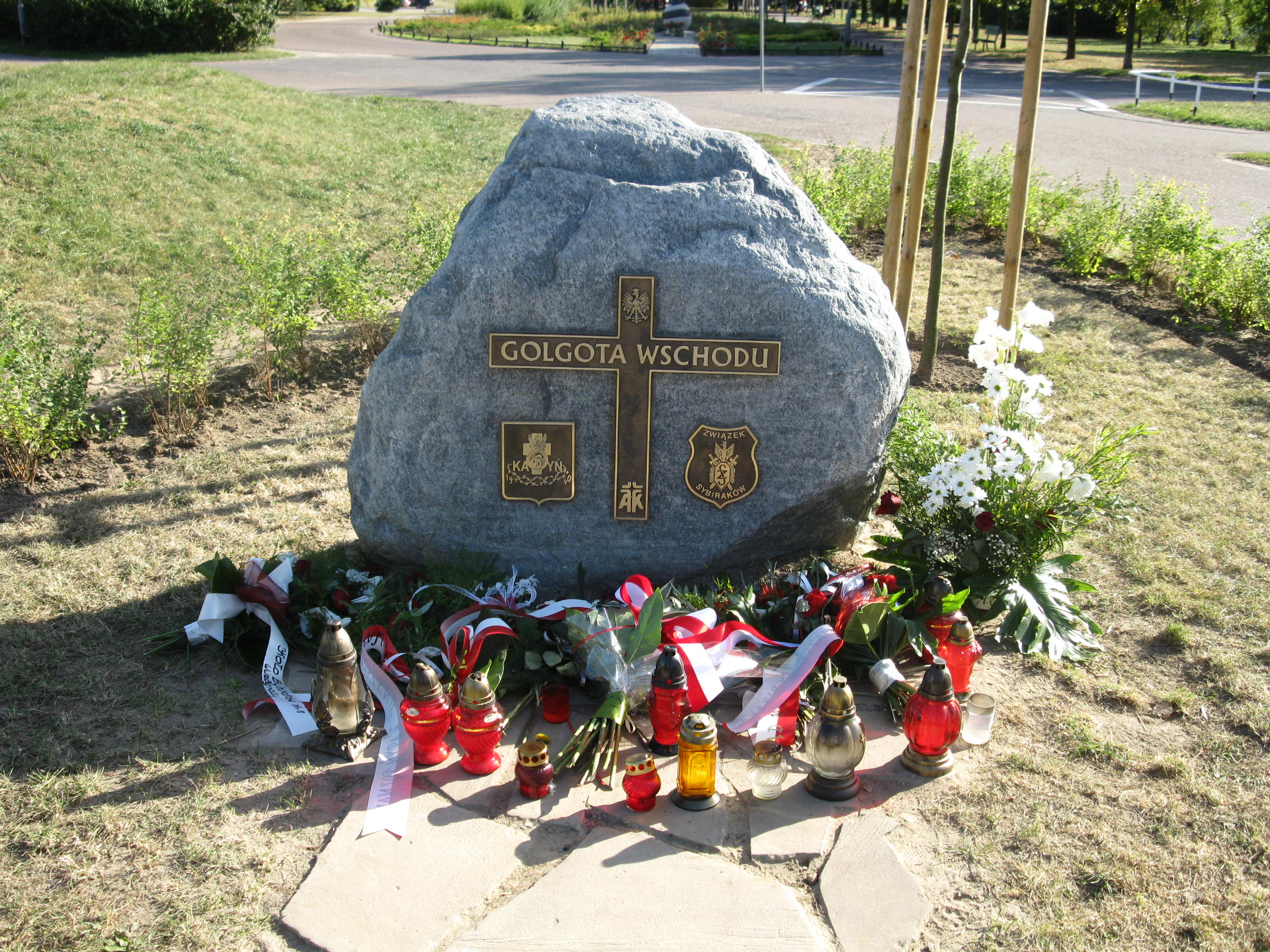
Pomnik "Golgota Wschodu" (2009)

## Pomniki
- Pomnik "Golgota Wschodu" odsłonięty 17 września 2009 w 70. rocznicę agresji ZSRR na Polskę.
- Pomnik Najświętszego Serca Pana Jezusa[10]

## Osoby
Na osiedlu zamieszkiwał (w bloku nr 21) Maciej Frankiewicz, wiceprezydent Poznania, opozycjonista antykomunistyczny, członek Solidarności Walczącej.

## Komunikacja miejska
- tramwaje: 7, 19
- autobusy: 169, 170, 171, 174, 178, 182, 183, 185, 191 (linie miejskie dzienne), 215 (linia nocna), i 322 (linia podmiejska dzienna).